# Talkers Magazine
Talkers Magazine ist ein Branchenmagazin für Talkradio in den Vereinigten Staaten. Der Slogan des Magazins lautet „The Bible of Talk Radio and the New Talk Media“. Neben dem traditionellen Talkradio werden auch Fernsehsendungen, Internet- und Podcastangebote besprochen. Das Magazin veröffentlicht regelmäßig Ratings mit den wichtigsten / einflussreichsten Talkmoderatoren in den USA.
Michael Harrison gründete das Magazin 1990 und ist bis heute Herausgeber. Die Redaktion sitzt in Springfield, Massachusetts. Harrison erhielt 2012 für seine Arbeit den Ethical Media Award.